# Marion Durbin Ellis
Marion Durbin Ellis, född 25 oktober 1887, död 16 december 1972, var en amerikansk iktyolog och entomolog som bland annat studerade under Carl H. Eigenmann. Hon var gift med den amerikanska iktyologen Max Mapes Ellis (1887–1953). Som ogift hette hon Marion Lee Durbin, under vilket namn hon ibland också är publicerad.
Durbin Ellis har vetenskapligen namngivit ett stort antal fiskarter, främst inom de sydamerikanska släktena Hyphessobrycon och Hemigrammus.

## Publikationer
- Durbin, M.L. 1909. Reports on the expedition to British Guiana of the Indiana University and the Carnegie Museum, 1908. Report No. 2. A new genus and twelve new species of tetragonopterid characins. Annals of the Carnegie Museum 6(1): 55–72.
- Ellis, M.D. 1911. On the species of Hasemania, Hyphessobrycon, and Hemigrammus collected by J.D. Haseman for the Carnegie Museum. Annals of the Carnegie Museum 8(1): 148–183, pls. 1–3.
- Durbin, M.L. 1914. New Bees of the Genus Halictus (Hym.) from United States, Guatemala and Ecuador. In: Journal of The New York Entomological Society 22: 218–223.

## Patronymi
Urval av arter uppkallade efter Marion Durbin Ellis:
- Corydoras ellisae Gosline, 1940[2]
- Hyphessobrycon ellisae Bragança et al., 2015

Knivfisken Apteronotus ellisi är inte uppkallad efter Durbin Ellis utan efter hennes make, Max Mapes Ellis.